# Rechtsgut
Rechtsgut ist ein durch die Rechtsordnung geschütztes Gut oder Interesse. Der Rechtsgüterschutz ist Hauptaufgabe des Strafrechts und hat dort strafbarkeitsbeschränkende Funktion. Eine Strafrechtsnorm soll nach der Rechtsgutlehre nur dann legitim sein, wenn sie dem Schutz von Rechtsgütern dient. Anders als nach der Lehre von der Rechtspflichtverletzung oder der Auffassung vom personalen Unrechtsbegriff von Hans Welzel stellt das Rechtsgutkonzept den Erfolgsunwert einer Handlung in den Vordergrund. Moralische Vorstellungen und bloße Gefühle werden danach nicht durch das Strafrecht geschützt und bestraft.

## Geschichte
Johann Michael Franz Birnbaum führte die Idee ein, verletzen könne man nicht Rechte, sondern nur die rechtsgegenständlichen Güter. Damit begann der „Übergang von der Rechtsverletzungslehre zur Rechtsgutsverletzungslehre“. Zunächst ermöglichte sie eine Erweiterung des Strafrechts. Heute wird sie meist als Begrenzung und Auslegungsrichtlinie aufgefasst.

## Deliktsrecht
Deliktisch geschützte Rechtsgüter sind insbesondere das Leben, der Körper, die Ehre, die Freiheit und das Eigentum (§ 823 Abs. 1 BGB). Das Grundgesetz nennt in Art. 1 bis 19 GG grundrechtlich geschützte Rechtsgüter. Höchsten Rang genießt danach die vorbehaltlos garantierte Menschenwürde.
Art und Anzahl der geschützten Rechtsgüter sind nicht abschließend definiert. Dazu zählen etwa „das sich im Mutterleib entwickelnde Leben“ ebenso wie das „Vertrauen in die Funktionsfähigkeit der Märkte“.
Bei Kollision verschiedener Rechtsgüter bedarf es einer Güterabwägung.

## Verhältnis von Rechtsgut und Norm
Rechtspolitisch und dogmatisch umstritten ist, ob der Gesetzgeber durch seine Entscheidung die einzelnen Rechtsgüter erst schafft, indem er sie in einer bestimmten Strafnorm schützt (normativer Rechtsgutsbegriff) oder ob es dem Gesetzgeber vorgegebene Rechtsgüter gibt, die dieser durch die Schaffung von Strafnormen unter Schutz stellen muss (überpositiver Rechtsgutsbegriff).
Relevant wurde diese Diskussion etwa mit dem Inzest-Beschluss des Bundesverfassungsgerichts von 2008.

## Arten
Das Strafrecht unterscheidet gemeinhin zwischen Individual- und Kollektivrechtsgütern. Die Straftaten gegen die öffentliche Ordnung unterscheiden insoweit nicht trennscharf.
Die Unterscheidung spielt vor allem eine Rolle für die Auslegung eines bestehenden Strafgesetzes, aber auch etwa für die Güterabwägung beim rechtfertigenden Notstand (§ 34 StGB) oder die Möglichkeit einer rechtfertigenden Einwilligung, die es nur bei Individualrechtsgütern gibt.
Wegen der verfassungsrechtlich normierten Gleichheit vor dem Strafgesetz (Art. 3 Abs. 1 GG) kommt eine weitere Differenzierung nicht in Betracht. Exklusive, höchstpersönliche Rechtsgüter, die nicht alle Individuen gleichermaßen schützen, gibt es im Strafrecht nicht. Einen Strafantrag kann aber grundsätzlich nur der Verletzte stellen (§ 77 Abs. 1 StGB).

### Individuelle Rechtsgüter
Individuelle Rechtsgüter dienen den Interessen einzelner Individuen. Sie unterliegen der Verfügung des Einzelnen. Bei den individuellen Rechtsgütern werden die Rechtsgüter der Vermögensdelikte, die Rechtsgüter der körperlichen Integrität und die sog. persönlichkeitskonstituierenden Rechtsgüter, etwa die durch die Ehrdelikte geschützten Rechtsgüter unterschieden.

### Kollektive Rechtsgüter
Kollektive Rechtsgüter dienen den Interessen beliebig vieler Personen, mit anderen Worten der Allgemeinheit. Die Literatur unterscheidet vier unterschiedliche Gruppen kollektiver Rechtsgüter:
- die kollektiven Vertrauensrechtsgüter mit dem Beispiel des Vertrauens in die Sicherheit des Geldes (Geld- und Wertzeichenfälschung),
- die Rechtsgüter zum Schutz aufzehrbarer gesellschaftlicher Kontingente mit dem Beispiel der Umweltrechtsgüter,
- staatliche Funktionsrechtsgüter mit dem Beispiel des Bestands des Staates und seiner Einrichtungen sowie
- aufzehrbare staatliche Kontingente mit dem Beispiel des Vorenthaltens von Sozialversicherungsbeiträgen.

Die höchsten Güter der internationalen Gemeinschaft sind nach Präambel Abs. 3 des Rom-Statuts „der Frieden, die Sicherheit und das Wohl der Welt“.

## Schutz durch die Rechtsordnung

### Individualrechtsgüter
Typische Individualrechtsgüter werden in Deutschland durch die Grundrechte geschützt: Menschenwürde, körperliche Unversehrtheit (Leib und Leben), Eigentum, aber auch Ehre, sexuelle Selbstbestimmung u. v. m. Diese Grundrechte gewähren oder garantieren (je nach rechtsphilosophischem Standpunkt) gegenüber dem Staat subjektiven Rechte.
Rechtsgüter sind in der Regel „disponibel“ (verfügbar). Der Inhaber eines Rechtsguts kann nach seinem freien Willen über seine Rechtsgüter verfügen (disponieren). Eine Ausnahme bilden nach ganz herrschender Meinung die Menschenwürde sowie das Leben.
Die widerrechtlichen Rechts- und Rechtsgutsverletzungen werden zivilrechtlich im Recht der unerlaubten Handlungen (Deliktsrecht) (§§ 823 ff. BGB) geschützt und können Schadensersatzansprüche auslösen. Zugleich können Unterlassungs- und Beseitigungsansprüche in entsprechender Anwendung von § 1004 BGB bestehen (so genannter „quasinegatorischer Anspruch“). Hinsichtlich von Rechtsfolgen muss es zu keiner Schädigung des Rechtsgutes kommen („substanzontologischer Rechtsgutsbegriff“), zivilrechtlich benötigt ein Schadensersatz jedoch immer einen merkantilen Schaden. Daneben kann bei immateriellen Schäden in bestimmten Fällen Schmerzensgeld (§ 253 Abs. 2 BGB) als Rechtsfolge zuerkannt werden.
Überschreiten die widerrechtlichen Eingriffe eine gewisse Schwelle, so kann dies strafrechtlich geahndet werden. Die Schwelle bestimmt sich dabei nach dem jeweiligen Erfolgs- und Handlungsunwert. Der strafrechtliche Schutz der Individualrechtsgüter ergibt sich aus der Pflicht des Rechts- und Sozialstaats, die individuellen Rechtsgüter zu schützen. Ein strafrechtlich relevanter Eingriff in Individualrechtsgüter ist gleichzeitig ein Eingriff in die Rechtsordnung als solche.
Dem strafrechtlichen Schutz von Rechtsgütern sind nach dem verfassungsrechtlichen Grundsatz der Verhältnismäßigkeit jedoch Grenzen gesetzt. Nur wenn der Schutz eines Rechtsgutes auf keinem anderen Weg erreicht werden kann, dürfen staatliche Sanktionen eingesetzt werden (z. B. der Strafanspruch des Staates). Da das Strafrecht insofern erst als letztes mögliches Mittel zum Schutz eines Rechtsguts eingesetzt wird, spricht man in diesem Zusammenhang häufig von der Subsidiarität des Strafrechts oder dem Strafrecht als ultima ratio.

### Kollektivrechtsgüter
Kollektivrechtsgüter werden zivilrechtlich nicht beziehungsweise kaum geschützt, da ihre Verletzung in der Regel den einzelnen nicht unmittelbar schädigt. Widerrechtliche Eingriffe in Kollektivrechtsgüter werden verwaltungsrechtlich als Ordnungswidrigkeiten oder strafrechtlich beispielsweise als Täuschung im Rechtsverkehr (Urkundenfälschung) sanktioniert. Kollektivrechtsgüter sind auch die „Sicherheit und Leichtigkeit des Verkehrs“, geschützt gem. § 1 StVO in der Pflicht zur gegenseitigen Rücksicht oder die Umwelt in ihren verschiedenen Erscheinungsformen als natürliche Lebensgrundlage des Menschen.

## Schutzgüter
Die Risikoanalyse versteht als Schutzgüter alles, was aufgrund seines ideellen oder materiellen Wertes vor einem Schaden bewahrt werden soll.
Der Zivilschutz umfasst beispielsweise den Schutz der Gesundheit, der öffentlichen Infrastruktur oder auch den Schutz von Kulturgütern.
Nach dem im Umweltrecht geltenden Vorsorgeprinzip werden Schutzgüter wie beispielsweise der Boden und seine Funktion im Naturhaushalt durch die naturschutzrechtliche Eingriffsregelung erfasst und bewertet, um konkurrierende Bodennutzungen fachgerecht untereinander und gegeneinander abwägen zu können und Beeinträchtigungen zu kompensieren. Zu den Schutzgütern, die bei einer Umweltprüfung z. B. nach dem Gesetz über die Umweltverträglichkeitsprüfung zu betrachten sind, zählen Menschen, insbesondere die menschliche Gesundheit, Tiere, Pflanzen und die biologische Vielfalt, Fläche, Boden, Wasser, Luft, Klima und Landschaft, kulturelles Erbe und sonstige Sachgüter sowie die Wechselwirkungen zwischen den genannten Schutzgütern.

## Anglo-amerikanisches Recht
Die Dogmatik des angelsächsischen Rechtskreises kennt keine echte Entsprechung zum Begriff des Rechtsguts.
Anders als die deutsche Rechtsgut-Theorie herrscht im anglo-amerikanischen Strafrechtsverständnis das Harm Principle, das auf den britischen Philosophen John Stuart Mill zurückgeht und auch das internationale Strafrecht beeinflusst. Das Harm Principle knüpft nicht am Schutz bestimmter Rechtsgüter an, sondern kriminalisiert ein potentiell schädigendes Verhalten.
So richten sich der englische Crime and Disorder Act von 1998 und der Anti-Social Behaviour Act von 2003 gegen jegliche Formen „antisozialen Verhaltens“.